# Nicolaas Diederichs
Nicolaas Johannes Diederichs (Ladybrand, Oranje Vrijstaat, 17 november 1903 – Kaapstad, 21 augustus 1978) was president van Zuid-Afrika tussen 1975 en 1978.
Diederichs studeerde aan het Grey-college in Bloemfontein en vertrok daarna naar Europa, waar hij studeerde aan de universiteiten van München, Keulen en Leiden. In Leiden promoveerde hij in 1930 op het proefschrift Vom Leiden und Dulden. Hij werkte aan de Universiteit van Oranje Vrijstaat en publiceerde over economie en nationalisme. Diederichs bekleedde diverse functies: voorzitter van de Broederbond en voorzitter van het Economiese Instituut van de Federasie van Afrikaanse Kultuurvereniginge en van de Desimale Muntkommissie.
Hij werd lid van de Nasionale Party en zat in het Zuid-Afrikaanse parlement van 1948 tot 1958. Tussen 1958 en 1967 was hij minister van Economische Zaken en Mijnbouw; van 1967 tot 1975 minister van Financiën. In die laatste functie stond hij bekend als "Meneer Goud", vanwege het door hem veronderstelde belang van goud op de wereldmarkt. Diederichs was in 1968 de eerste voorzitter van de Randse Afrikaanse Universiteit.
Van 19 april 1975 tot zijn dood op 21 augustus 1978 was Diederichs president van Zuid-Afrika. Hij werd opgevolgd door Marais Viljoen.

## Publicatie over Nicolaas Diederichs
Eric Rosenthal (ed.): Encyclopaedia of Southern Africa. Juta and Company Limited, Kaapstad en Johannesburg, 1978.

## Publicaties van Nicolaas Diederichs (selectie)
- Nicolaas Diederichs: Vom Leiden und Dulden. Bonn, 1930. (Proefschrift Universiteit Leiden)
- N. Diederichs: Die Volkebond, sy ontstaan, samestelling en werksaamhede. Pretoria, 1933
- N. Diederichs: Nasionalisme as lewensbeskouing en sy verhouding tot internasionalisme. Bloemfontein, 1936

Staatspresidenten: Charles Robberts Swart · Theophilus Dönges · Jozua François Naudé (a.i.) · Jacobus Johannes Fouché · Johannes de Klerk (a.i.) · Nicolaas Johannes Diederichs · Marais Viljoen (a.i.) · Balthazar Johannes Vorster · Marais Viljoen · Pieter Willem Botha · Jan Christian Heunis (a.i.) · Frederik Willem de Klerk
Presidenten: Nelson Mandela · Thabo Mbeki · Kgalema Motlanthe · Jacob Zuma · Cyril Ramaphosa
- Gemeinsame Normdatei: 126293953
- International Standard Name Identifier: 0000 0000 4462 8298
- Library of Congress Control Number: no2005066712
- Nederlandse Thesaurus van Auteursnamen: 303128224
- Virtual International Authority File: 66206310
- WorldCat: E39PBJj8TGhpxRPf8hRBHwH9jC